# Унеби (бронепалубен крайцер)
Унеби (畝傍) е бронепалубен крайцер на Японския имперски флот. Проектиран и построен във Франция, в Хавър на стапелите (на френски: Forges et Chantiers de la Gironde). Името му произлиза от върха Унеби с височина 199,2 метра, в префектура Нара, близо до древната столица на Япония – Асука.

## Описание
Бронепалубен крайцер, построен във Франция, подобен на бронепалубните крайцери „Нанива“, но за разлика от тях с платна.

## История на службата
След приемането на кораба, крайцерът с френски екипаж, под командване на японски офицери, тръгва на преход към Япония. На 3 декември 1886 г. „Унеби“ отплава от Сингапур и безследно изчезва в Южнокитайско море. Не са намерени тела на хора или останки от кораба, което става предпоставка за появата на множество хипотези и предположения за гибелта на кораба. Основната версия е корабокрушение при среща с тайфун, заради недостатъчната устойчивост на кораба.
„Унеби“ е изключен от списъците на флота на 19 октомври 1887 г., екипажът е обявен за загинал. Това е единственият случай на безследно изчезнал кораб в историята на Японския флот.
След гибелта на „Унеби“ е отменена поръчката за втори кораб от този тип, а френските корабостроители заплащат компенсации за щетите. За сумата в Англия е поръчан крайцера „Чиода“.

На гробището „Аояма“ в Токио има паметник на моряците загинали на „Унеби“.

## Галерия
- На път, малко след тръгване от Хавър.
- В Хавър, 1886

## Коментари
1. ↑  8 японски офицерa и 76 французи